# عبد المنعم السباعي
عبد المنعم السباعي (1918 - 1978)  هو أديب وشاعر مصري، كان من الضباط الأحرار.

## حياته
ولد عبد المنعم محمد السباعي شاهين في مدينة طنطا (عاصمة محافظة الغربية)، وتوفي في القاهرة. قضى حياته في مصر وعاش في سورية ولبنان واليمن وروسيا.
حصل على شهادة البكالوريا عام 1944 من إحدى مدارس مدينة طنطا، ثم التحق بالكلية الحربية وتخرج فيها عام 1948.
بدأ حياته العملية ضابطاً في الجيش المصري برتبة ملازم ثان، وتدرج في رتبه العسكرية حتى ثورة يوليو (1952) وكان عضواً بتنظيم الضباط الأحرار، فما لبث أن امتد نشاطه إلى الحياة المدنية، وكان على الرغم من ارتباطه بالجيش - قد عمل محرراً في مجلة روز اليوسف منذ عام 1948، ثم تولى الإشراف على الإذاعة، فالتلفزيون من خلال مكتب الشكاوى، ثم انتقل للعمل بجريدة الجمهورية محرراً حتى وفاته.
كان عضواً في اتحاد كتاب مصر ونادي القصة، وكذا عضواً في جمعية الأدباء وجمعية المؤلفين والملحنين بالقاهرة.
نشط مؤلفاً للأغاني، وتغنى بكلماته العديد من المطربين منهم: أم كلثوم ومحمد عبد الوهاب، فضلاً عن نشاطه كاتباً للسيناريو الإذاعي والسينمائي.

## أعماله

### الإنتاج الشعري
له قصائد مفردة مخطوطة منها: «مع الإنسان» وتقع في (25 بيتاً)، «أنت الأحد» وتقع في (12 بيتاً)، «يا حبيبي» وتقع في (12 بيتاً)، و«أحبه» وتقع في (سبعة أبيات).

### أعمال أخرى
كتب ما يزيد عن 150 أغنية، ولحن أكثرها وتغنى بها كبار المطربين منها: (إنده على الأحرار - أنا والعذاب وهواك - تسلم يا غالي)، ولحنها وغناها محمد عبد الوهاب، (أروح لمين) وغنتها أم كلثوم، (لايق عليك الخال - خليك معايا) وغناها عبد الحليم حافظ (الدم ما يهونش)، ولحنها فريد الأطرش، (جميل وأسمر)، وغناها محمد قنديل
له مجموعة قصصية بعنوان: «كؤوس الشقاء» - مطبوعات دار روز اليوسف - سلسة الكتاب الذهبي، له ثلاثة مسلسلات درامية كتبها للإذاعة: «سمارة - عودة سمارة - أمارة بنت سمارة»، وكتب السيناريو لثلاثة أفلام سينمائية:«إسماعيل يس في الجيش - سمارة - طريق الأبطال».

## خصائص شعره
المتاح من شعره قليل جداً، وجداني الطابع، يتسم بسلاسة اللغة وبساطة التراكيب، فهو ينظم على السجية، منصتاً إلى إيقاعه الداخلي في رسم صوره وتتبع قوافيه وأوزانه، مما يجعل قصائده تتميز بحيوية وعاطفة جياشة، ولعل ميله الحقيقي كان لكتابة الأغنية، فظهرت تأثيراتها في أبنيته الشعرية ومعانيه، كما في صوره التي اتسمت بالجزئية والتنوع وبساطة التركيب وقرب الخيال.
حصل على وسام الجمهورية عام 1964.

## وصلات خارجية
- عبد المنعم السباعي على موقع IMDb (الإنجليزية)
- عبد المنعم السباعي على موقع الدهليز
- عبد المنعم السباعي على موقع قاعدة بيانات الأفلام العربية